# ヒトコロナウイルスHKU1
ヒトコロナウイルスHKU1（HCoV-HKU1,Human coronavirus HKU1)は、ニドウイルス目コロナウイルス科ベータコロナウイルス属エンベコウイルス亜属に属するRNAウイルスである。ヒトに感染すると風邪症状、悪化すると肺炎、気管支炎を発症する。
エンベロープ（膜構造）を持つ一本鎖プラス鎖RNAウイルスであり、N-アセチル-9-O-アセチルノイラミン酸受容体と結合して宿主細胞に侵入する。ヘマグルチニンエステラーゼ（HE）糖タンパク質を持つ
2005年1月に香港の患者2名の疾患で発見された。その後の研究で、すでに世界に蔓延し、以前にも発症例があることがわかった。